# Parafia św. Jakuba Apostoła w Łebie
Parafia św. Jakuba Apostoła w Łebie – jedna z dwóch rzymskokatolickich parafii w mieście Łeba. Należy do dekanatu Łeba diecezji pelplińskiej. Powołana 28 marca 1998. Obsługiwana jest przez księży diecezjalnych. 
Obejmuje następujące ulice miasta: Bema, Bałtycka, Chełmońskiego, Chrobrego, Grabskiego, Jagiellońska, Jana Pawła II, Krótka, Kwiatowa, Kawiatkowskiego, Łąkowa, 1 Maja, 10 Marca, Matejki, Mickiewicza, Mieszka I, Nadmorska, Nad Ujściem, Niedziałkowskiego, Nowęcińska, Ogrodowa, Okrzei, Paderewskiego, Parkowa, Piastów, 
E. Plater, Pocztowa, Reja, Sosnowa, Sportowa, Starzyńskiego, Sucharskiego, Szkolna, Teligi, Topolowa, Tysiąclecia, Westerplatte, Wojska Polskiego, Wysockiego, Zawiszy Czarnego i wieś Nowęcin.

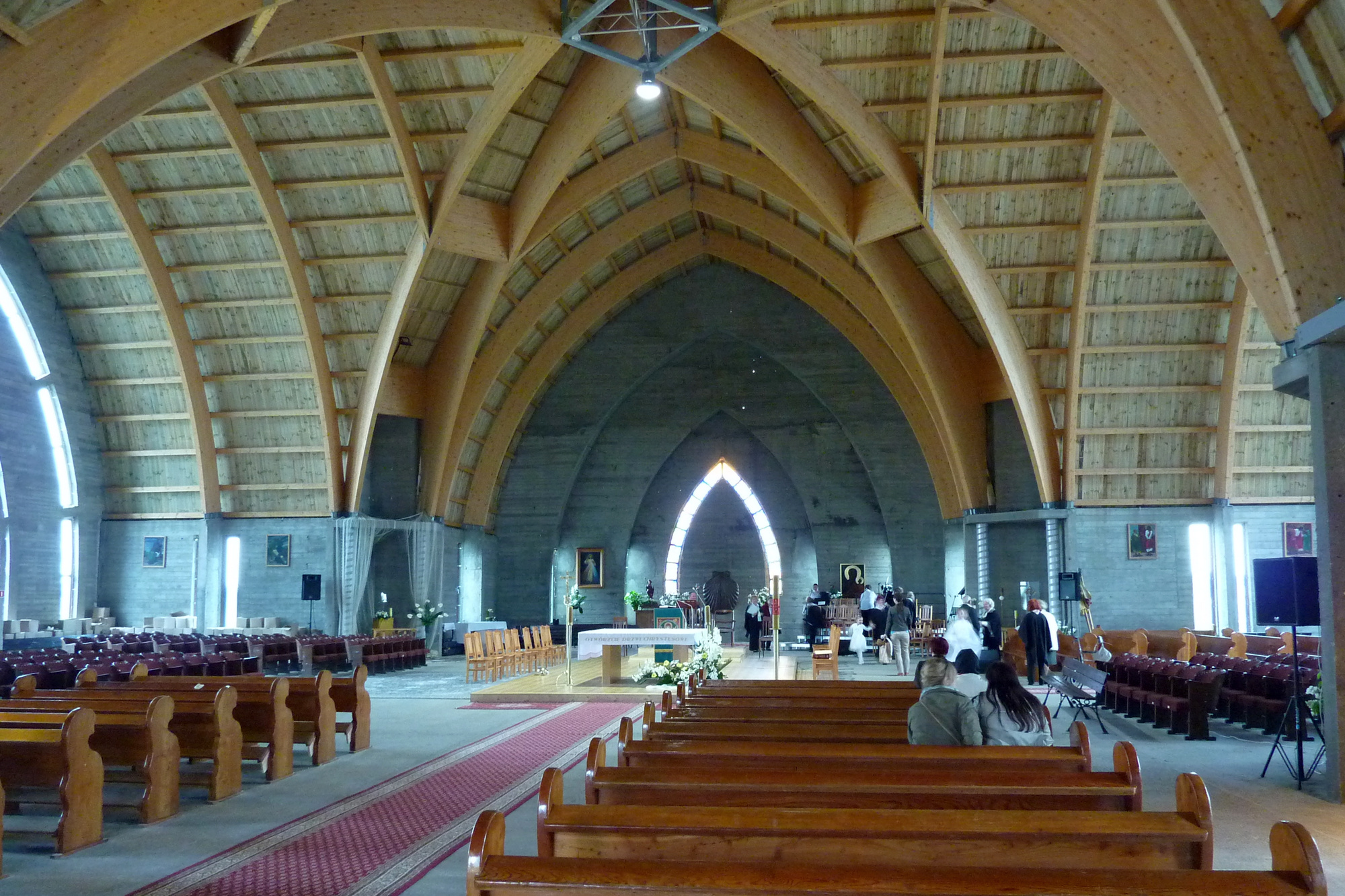
Wnętrze kościoła